# Рафаела Апарісіо
Рафаела Апарісіо (ісп. Rafaela Díaz Valiente; 9 квітня 1906 — 9 червня 1996) — іспанська акторка.

## Вибіркова фільмографія
- 1957 — «Останній куплет» / (El último cuplé) — співачка
- Ель Крісто де Лос Фаролес (1958)
- Пограбування о 15.00 (1962)
- Моя пісня для тебе (1965)
- Родина та ще один (1965)
- Телевізійні історії (1965)
- Ті, хто грають на піаніно (1968)
- Анна та вовки (1973)
- Аполітичний (1977)
- Зміна статі (1977)
- Мамі виповнюється сто років (1979)
- Де моя дитина? (1981)
- Перше розлучення (1981)
- Автономні (1982)
- Христофор Колумб, першовідкривач… торгівлі (1982)
- Південь (1983)